# Charles Nanke
Charles Christian Fritz Nanke (født 4. marts 1847 i København, død 4. december 1929 i samme by) var en dansk borgmester og politiker.
Han var søn af kunstdrejer Johan Georg August Nancke og Dorothea (Doris) Henriette Caroline, f. Nanke, blev 1865 student fra Borgerdydskolen på Christianshavn og 1870 cand. jur. Dernæst blev Nanke i 1872 fuldmægtig ved Merløse og Tuse Herreder, 1886 herredsfoged og -skriver i Hads Herred, 1898 byfoged og byskriver i Korsør og fra 5. august 1898 udnævnt til borgmester i samme by. Han afgik som borgmester den 31. marts 1917.
Nanke var fra 1891 til 1898 formand for Odder Sogneråd, og fra 3. april 1901 til 16. juni 1903 var han højremand i Folketinget, valgt i Odense Amts 1. Valgkreds (Odensekredsen). Faktisk havde Højre haft svært ved at finde en god kandidat; konsul Frederik Hey og mølleriejer J.P. Petersen, begge kendte lokale højrefolk, sagde begge nej, og det samme gjaldt forpagter Rasmus Christiansen og fabrikant S.A. van der Aa Kühle. I sidste øjeblik før valget i 1901 fik man endelig overtalt borgmester Charles Nanke, og han kunne overraskende nok bevare kredsen på Højres hænder med 1.317 stemmer mod socialdemokraten Emil Marotts 1.280. Men ved valget i 1903 havde Nanke ikke samme held: Redaktør Emil Marott vandt med 1.385 stemmer over Charles Nankes 1.320 stemmer.
Nanke var 1909-17 bestyrelsesmedlem i Det sjællandske Fængselsselskab, blev 1910 medlem af Den kommunale Skattekommission, 1910-17 medlem af hovedbestyrelsen for Nationalforeningen til Tuberkulosens Bekæmpelse, var 1916-17 bestyrelsesformand for Den danske Købstadsforening. Han var æresmedlem af Odder Børneasyl og af Korsør Sølaug. Den 6. september 1900 blev han Ridder af Dannebrog, 16. april 1917 Dannebrogmand og var også Ridder af den russiske Sankt Annas Orden.
Han giftede sig 6. april 1873 i Helligåndskirken med Anna Marie Emilie Mørch (født 15. januar 1850 i København, død 19. juni 1912 i Korsør), datter af silke- og klædehandler Marius William Mørch og Nicoline Jensine Schou.